# Miguel Rasero Valverde
Miguel Rasero Valverde (Doña Mencía, Província de Còrdova, 1 de febrer de 1955) pintor andalús establert a Barcelona.

## Biografia
L'any 1966 la seva família va establir-se a Barcelona i és en aquesta ciutat on es va formar com a pintor. El 1975 va realitzar la seva primera exposició individual a la Galeria Tretze. Als anys (1976 i 1980) va exposar a Pamplona i en altres galeries de París (Etienne de Causans, 1984) Brussel·les (Philippe Guimiot, 1985) Palma (Pelaires, 1987) així com en diferents fines d'art entre elles FIAC a París i la Fira de Descouvertes com a "One Mon Show". També va participar en mostres col·lectives com el Saló de la Tardor de Barcelona, les Biennals d'Oviedo i Barcelona, la Fira de Basilea, etc., essent premiat en diverses ocasions. La seva obra verifica una apropiació subjectiva i poètica de la realitat a través de la natura morta i també per mitjà d'altres motius sobre temes de la història de l'art. En la seva producció més recent el collage assumeix un gran protagonisme, ja que utilitza papers pintats prèviament i reconstruïts després. Miguel Rasero ha donat a conèixer la seva obra per diferents ciutats de tot el món: Barcelona, Palma, Florència, Nova York, i també es pot trobar a les col·leccions de MACBA (Barcelona) A la Travelstead de Nova York o a la Banca Rotschild de Zúric (Suïssa)Fundació Vila Casas, Fundació Perramón de Ventalló (Girona)i Fundació Sorigué a (Lleida). Avui és un artista consolidat, amb presència en moltes col·leccions públiques i privades, i amb nombroses exposicions individuals i col·lectives.

## Catàlegs d'exposicions
- Catàleg de l'exposició a la Philippe Guimiot Art Gallery, New York, 1986
- Catàleg de l'exposició Sala Gaspar, Barcelona octubre 1989
- Catàleg de l'exposició celebrada a la Fundación Provincial de Artes Plásticas Rafael Botí l'any 2002
- Oh si no saliera el sol. Llibre editat amb motiu de les exposicions Miguel Rasero de la Galeria Trece (Ventalló) i la Nau Côclea (Camallera) el 26 juny 2004
- Calaceit 2006. Catàleg de l'exposició celebrada al Museu Juan Cabré (Calaceit) del 5 d'agost al 3 de setembre de 2006.
- Monólogo interior. Catàleg de l'exposició celebrada a la Fundació Vila Casas, Espai Volart, del 14 d'abril al 25 de juny de 2011.[3]
- Collección Summer, NYC

## Llibres i publicacions
- Editorial Ambit. Barcelona, "De Vegetabilibus" J.M.Bonet.
- Miguel Rasero. Texto Catálogo Exposición "De Vegetabilibus".Galería Anselmo Alvarez, Madrid.
- "Del Trabajo del Pintor" T.G.V. Revista Mensual.
- "La Tribu del Arte" Ars Mediterránea. Revista Trimestral, Barcelona.
- Revista COKHLEA. Clara Garí. Miguel Rasero, Barcelona.
- "La luz en la negrura"Clara Garí. Miguel Rasero. Texto catálogo exposición, presentación de Juan Bufill.
- Ediciones "Tablearía", "El techo del tiempo".Marcos-Ricardo Barnatan y Miguel Rasero.
- Tauromaquia. Julio Aumente. Miguel Rasero. Antonio Agra (Editor)